# Plagiogonus culminarius
Plagiogonus culminarius är en skalbaggsart som beskrevs av Edmund Reitter 1900. Plagiogonus culminarius ingår i släktet Plagiogonus och familjen Aphodiidae. Inga underarter finns listade i Catalogue of Life.